# Glutaman draselný
Glutaman draselný či glutamát draselný je sůl kyseliny L-glutamové. Je to bílá, ve vodě rozpustná, krystalická látka (obvykle monohydrát), mající podobné vlastnosti jako glutaman sodný.

## Použití
Jako u sodné soli, tak i tato draselná se používá v gastronomii jako dochucovadlo nebo jako náhrada za glutaman sodný v nízkosodíkových dietách. Jako aditivum v potravinách se označuje kódem E 622.

## Výroba
Neutralizací kyseliny L-glutamové hydroxidem draselným.
HOOC-CH2-CH2-CH(NH2)-COOH + KOH → HOOC-CH2-CH2-CH(NH2)-COOK + H2O